# Malaguti Ciak
Il Malaguti Ciak è uno scooter di dimensioni compatte prodotto dalla casa motociclistica italiana Malaguti dal 1999 al 2011.

## Il contesto
Il Ciak venne presentato al salone di Monaco nell'ottobre del 1998 insieme al maxiscooter Madison ed entrambi facevano parte della nuova strategia di prodotti rinnovati della casa di Bologna.
Si tratta di uno scooter a ruote alte che entra in produzione nella primavera del 1999 destinato a sostituire l’ormai anziano Malaguti Centro 50 che era in produzione dal 1992. 
Il Ciak era caratterizzato da ruote sa 16" e pedana piatta con un vano sottosella in grado di ospitare un casco demi-jet, la gamma motori al debutto era composta dai propulsori 50 e 100 di origine Yamaha-Minarelli omologati Euro 2. 
Subito il modello trova molto apprezzamento tra il pubblico diventando uno dei modelli più venduti del marchio e l’anno seguente vennero introdotto i modello 125 e 150 equipaggiato da motori monocilindrico quattro tempi e quattro valvole prodotti dalla Kymco.
Nel settembre 2001 ci fu un aggiornamento che vide l'introduzione a pagamento dell’impianto frenante a doppio disco sia anteriore che posteriore e venne presentato il prototipo del Ciak 100 a quattro tempi con un nuovo motore di origine Piaggio destinato a sostituire il vecchio 100 due tempi Minarelli.
Tuttavia il 100 quattro tempi non entrerà in produzione e continuerà ad essere prodotto il vecchio modello due tempi dotato di catalizzatore fino al 2003.

### Novembre 2003: debutta il Ciak Master
Nel novembre 2003 il Ciak subisce un primo restyling dove viene cambiato lo scudo frontale e il fanale, debutta una ruota anteriore con in nuovo disegno a tre razze, nuovi ammortizzatori anteriori e posteriori e una nuova sella dal design più moderno e con rivestimento più confortevole. Il motore 100 esce di produzione sostituito definitivamente dalla variante 125. 
Il modello 50 resta in produzione nella variante pre-restyling.
Nelle primavera del 2004 anche il modello 50 due tempi viene ristilizzato e adotta la denominazione Ciak Master.
Nel 2005 si ha un aggiornamento della gamma, debutta il nuovo 50 a 4 tempi con motore Piaggio omologato Euro 2
Oltre alla nuova versione del cinquantino viene introdotto anche il nuovo modello top di gamma 200 quattro tempi con motore di origine Kymco omologato Euro 2. Tale motore sostituirà il 150 che uscirà definitivamente di produzione nel 2006. 
La produzione del Ciak termina nell'aprile del 2011 in seguito alle difficoltà finanziarie della casa madre.

## Ciak Electric Power
Nel novembre del 2000 entra in produzione anche il Ciak Electric Power, primo ciclomotore elettrico prodotto dalla Malaguti e sviluppato insieme alla Engines Engineering. Il Ciak elettrico possiede la stessa estetica del Ciak con motore termico ma ha quattro batterie al piombo esenti da manutenzione con voltaggio 12V e collegamento in serie, per un voltaggio complessivo di alimentazione del motore di 48 Volt. Tre di queste batterie sono posizionate sulla pedana che non è più piatta, la quarta batteria è nel vano sottosella. Le ruote sono da 12 pollici invece che da 16 e possiede una strumentazione LCD dedicata. Il motore elettrico eroga una potenza nominale di 1,23 kW a 1400 giri e una coppia massima 17 Nm. La ricarica avviene in 3 ore per l'80% della capacità totale degli accumulatori e 6 ore per il 100%. Il peso del Ciak elettrico è di 145 kg (di cui 66 kg di sole batterie). L'autonomia è tra i 45 e i 60 km e la velocità massima limitata è di 45 km/h conforme all'omologazione di un cinquantino.